# Посадас
Поса́дас (ісп. Posadas) — місто в Аргентині, столиця і найбільше місто провінції Місьйонес, її адміністративний, комерційний і культурний центр.

## Історія
Перше поселення на тому місці, де зараз знаходиться Посадас, було засноване 25 березня 1615 року єзуїтським священиком Роке Гонсалесом де Санта Крусом під назвою Анунсьясьйон-де-Ітапуа (ісп. Anunciación de Itapúa — Благовіщення Ітапуа). Але через брак поселенців пізніше містечко було перенесено на правий берег Парани та перейменовано на Енкарнасьйон-дель-Парагвай.
Між 1838 і 1840 роками парагвайський генерал Гаспар Родрігес де Франсья захопив цю місцевість і обгородив її муром. Це місце стало називатися Трінчера-де-лос-Парагвайос (ісп. Trinchera de los Paraguayos — траншеї парагвайців). Генерал Хуан Мануель де Росас відбив цю зону, і місце почало називатися Трінчерас-де-Сан-Хосе (ісп. Trincheras de San José — траншеї св. Йосифа). Ця назва вперше зустрічається в офіційних документах 1869 року щодо спорудження каплиці у місті. 1865 року під час війни Потрійного Альянсу Парагвай знову захопив регіон, але ненадовго. Згідно з мирним договором 1876 року парагвайці відмовилися від усіх претензій на цю місцевість. Після цього місто почало швидко зростати завдяки новим поселенцям-креолам, торговцям і колишнім солдатам. 8 грудня 1870 року уряд провінції Коррієнтес створив департамент Канделарія і назвав його столицею Трінчерас-де-Сан-Хосе. Ця дата вважається офіційним днем заснування міста. 1879 року місто було перейменоване на Посадас на честь Хосе Хервасіо де Посадаса, правителя Об'єднаних провінцій Ріо-де-ла-Плати.
30 липня 1884 року Національний конгрес Аргентини вирішив перенести місто Посадас у підпорядкування новоствореної національної території Місьйонес і зробити його її столицею. 1953 року президент Перон надав території Місьйонес статус провінції, а Посадас — столиці провінції. 11 лютого 1957 папа Пій XII створив єпархію Посадас (до того місцевість знаходилася у підпорядкуванні єпархії Коррієнтес).
Наприкінці 1970-х у Посадасі було створено Національний Університет Місьйонеса (ісп. Universidad Nacional de Misiones). 1991 року відкрився міст, який поєднав Посадас з містом Енкарнасьйон у Парагваї, що надало значний поштовх міжнародній торгівлі.
15 червня 1987 року у Посадасі було зареєстроване Українське Культурне Товариство «27-го Серпня», назване так на честь дати прибуття перших українських поселенців до Місьйонеса. При товаристві працює суботня школа, де діти можуть вивчати українську мову, історію і звичаї, діють танцювальні колективи «Зірка» (дитячий), «Коломия» (юнацький), «Веселі часи», які займаються українськими народними танцями, гурток велосипедистів, які щороку у вересні вирушають у паломництво до базиліки Богородиці Ітаті. Також у місті діє храм УГКЦ.
Після початку повномасштабного вторгнення Росії в Україну 2022 року міська рада Посадаса засудила агресію і закликала до найшвидшого досягнення миру.

## Відомі люди
- Вислоцький Іван — хорунжий Армій УНР і чотар УГА, письменник. Помер і похований у місті.

## Економіка
З початку XX ст. економіка міста Посадас розвивалася навколо порту, з якого вивозилися основні продукти регіону: мате і деревина. Але після спорудження водосховища ГЕС Ясірета порт втратив своє значення. Інфраструктура порту застаріла, а сам він знаходиться у центрі міста, через що значні вантажні перевезення неможливі. Наразі порт використовується для проведення спортивних заходів і пасажирських перевезень.
Проголошення Посадаса столицею провінції Місьйонес стало значним поштовхом для розвитку міста. Багато фінансових, адміністративних та промислових установ були зосереджені у Посадасі.
Головною галуззю промисловості Посадаса є лісова. Також у місті є такі підприємства: м'ясокомбінати, фабрики пиломатеріалів, ламінату, меблів і вікон, столярні і теслярські цехи, тютюнові фабрики, виробництво цитрусових соків, мате і рису, фабрики матраців, поліетилену, одягу, головних уборів, кераміки, цегляний завод, цех виробів з лози, шкіряно-взуттєва фабрика, дрібні ремісники.
Зараз Посадас не є важливим туристичним центром, але через те, що це єдине велике місто на шляху до багатьох туристичних принад регіону, з часом його значимість буде зростати. Найбільше значення для туристів наразі має річка Парана, де проводяться різноманітні спортивні заходи, водні прогулянки, рибалка тощо.

## Клімат
Клімат Посадаса субтропічний без сухого сезону. Річна кількість опадів близько 2000 мм, через що у місті висока вологість повітря і щільна рослинність. Температури прохолодні взимку і теплі влітку. Близькість до річки Парана пом'якшує клімат.
Абсолютний максимум температури за період спостереження з 1961 по 1990 рік 42,1 °C, абсолютний мінімум -2.8 °C.
| Клімат Посадаса (1961—1990)                                                                                            | Клімат Посадаса (1961—1990) | Клімат Посадаса (1961—1990) | Клімат Посадаса (1961—1990) | Клімат Посадаса (1961—1990) | Клімат Посадаса (1961—1990) | Клімат Посадаса (1961—1990) | Клімат Посадаса (1961—1990) | Клімат Посадаса (1961—1990) | Клімат Посадаса (1961—1990) | Клімат Посадаса (1961—1990) | Клімат Посадаса (1961—1990) | Клімат Посадаса (1961—1990) | Клімат Посадаса (1961—1990) |
| Показник | Січ.                        | Лют.                        | Бер.                        | Квіт.                       | Трав.                       | Черв.                       | Лип.                        | Серп.                       | Вер.                        | Жовт.                       | Лист.                       | Груд.                       | Рік                         |
| Абсолютний максимум, °C                                                                                                | 41,2                        | 39,8                        | 39,5                        | 36,2                        | 34,0                        | 31,0                        | 33,0                        | 34,8                        | 37,2                        | 38,3                        | 41,7                        | 42,1                        | 42,1                        |
| Середній максимум, °C                                                                                                  | 32,7                        | 32,0                        | 30,7                        | 27,3                        | 24,2                        | 21,6                        | 22,2                        | 23,6                        | 25,0                        | 28,1                        | 29,8                        | 32,1                        | 27,4                        |
| Середня температура, °C                                                                                                | 26,4                        | 25,9                        | 24,5                        | 21,2                        | 18,3                        | 15,9                        | 16,2                        | 17,3                        | 18,8                        | 21,6                        | 23,7                        | 25,7                        | 21,3                        |
| Середній мінімум, °C                                                                                                   | 21,1                        | 20,9                        | 19,5                        | 16,2                        | 13,5                        | 11,2                        | 11,4                        | 12,3                        | 13,6                        | 15,9                        | 17,9                        | 20,0                        | 16,1                        |
| Абсолютний мінімум, °C                                                                                                 | 10,5                        | 10,3                        | 8,5                         | 5,0                         | 0,9                         | −1,2                        | −2,8                        | −1,3                        | 1,3                         | 5,4                         | 6,9                         | 9,6                         | −2,8                        |
| Середня кількість сонячних годин на місяць                                                                             | 248,0                       | 214,7                       | 170,5                       | 195,0                       | 186,0                       | 144,0                       | 158,1                       | 161,2                       | 111,0                       | 201,5                       | 219,0                       | 232,5                       | 2241,5                      |
| Норма опадів, мм | 156.4                       | 157.3                       | 142.5                       | 154.8                       | 140.5                       | 131.6                       | 103.6                       | 111.9                       | 141.0                       | 177.7                       | 156.5                       | 150.9                       | 1724.7                      |
| Днів з опадами | 10                          | 9                           | 9                           | 9                           | 8                           | 9                           | 9                           | 10                          | 11                          | 10                          | 10                          | 9                           | 113                         |
| Вологість повітря, %                                                                                                   | 71                          | 75                          | 76                          | 77                          | 79                          | 80                          | 77                          | 74                          | 73                          | 71                          | 69                          | 69                          | 74                          |
| --- | --------------------------- | --------------------------- | --------------------------- | --------------------------- | --------------------------- | --------------------------- | --------------------------- | --------------------------- | --------------------------- | --------------------------- | --------------------------- | --------------------------- | --------------------------- |
| Джерело: NOAA, Oficina de Riesgo Agropecuario (рекорди), Servicio Meteorológico Nacional (дні з опадами), UNLP (сонце) |                             |                             |                             |                             |                             |                             |                             |                             |                             |                             |                             |                             |                             |

## Транспорт
Через Посадас проходять такі шляхи сполучення:
- національні автомобільні траси № 12 і № 105
- залізниця імені генерала Уркіси
- міжнародний аеропорт Лібертадор Хенераль Хосе де Сан Мартін (ісп. Libertador General José de San Martín)
- річковий порт

Міський транспорт представлений таксі та системою автобусів, схожою на ту, що діє у бразильському місті Куритиба.

## Міста-побратими
- Парагвай, Енкарнасьйон
- Італія, Бергамо
- Італія, Равенна
- Іспанія, Альбасете
- Бразилія, Блуменау
- Росія, Ярославль
- Німеччина, Штарнберг
- Ірландія, Дублін
- Україна, Чернівці
- Польща, Вроцлав
- Швеція, Бурленге
- Норвегія, Нарвік